# Kurixalus absconditus
Kurixalus absconditus — вид жаб родини веслоногих (Rhacophoridae). Описаний у 2019 році.

## Поширення
Ендемік Індонезії. Поширений на заході Калімантану. Відомий лише у типовому місцезнаходженні - болоті на узліссі дощового лісу.